# Gesamtanlage Kirchheim unter Teck

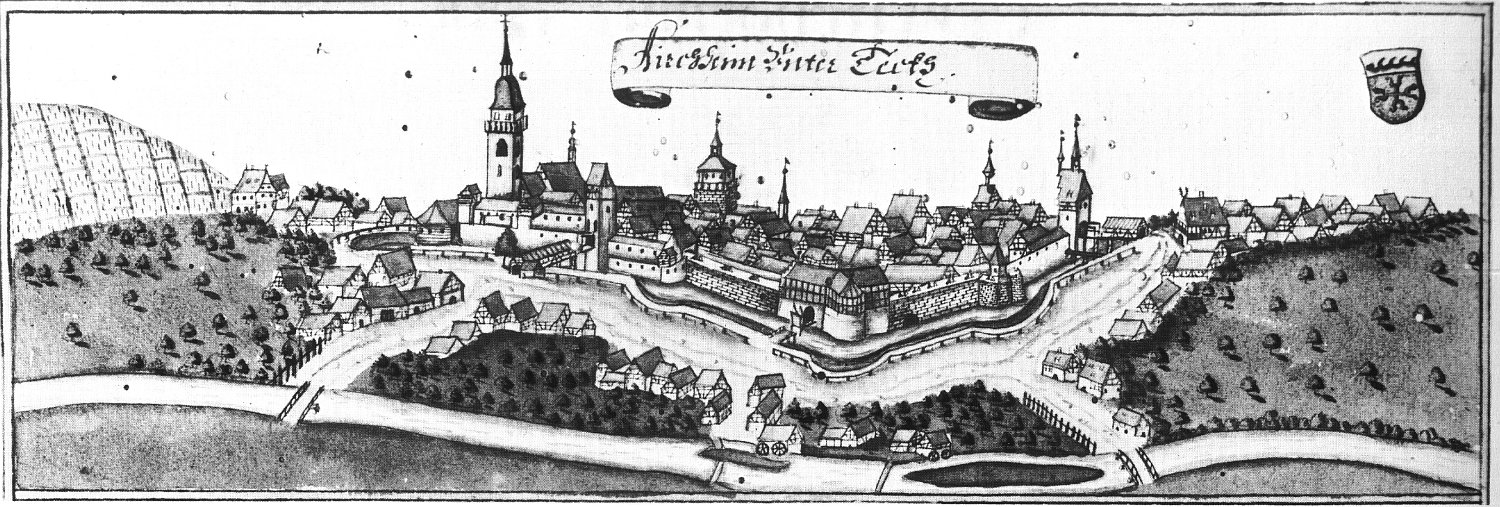
Andreas Kieser: Kirchheim um 1683

Die Gesamtanlage Kirchheim unter Teck ist ein denkmalgeschütztes Ensemble in Kirchheim unter Teck, einer Stadt im Landkreis Esslingen in Baden-Württemberg. Geschützt ist seit 2006 die historische Altstadt.

## Allgemeines
Gesamtanlagen schützen gemäß § 19 Denkmalschutzgesetz Baden-Württemberg Straßen-, Platz- und Ortsbilder, an deren Erhaltung aus wissenschaftlichen, künstlerischen oder heimatgeschichtlichen Gründen ein besonderes öffentliches Interesse besteht. Geschützt ist das überlieferte Erscheinungsbild der Gesamtanlage mit seinen Bestandteilen und Merkmalen. Neben Bauwerken zählen dazu auch Straßen- und Platzräume oder Grün- und Freiflächen. Schützenswert können außerdem die topographische Lage, der Ortsgrundriss oder eine Stadtsilhouette sein. Der Gesamtanlagenschutz umfasst bei Gebäuden nur die von außen sichtbaren Teile; bei Kulturdenkmalen innerhalb der Gesamtanlage, die zusätzlich nach anderen Bestimmungen des Gesetzes geschützt sind, ist darüber hinaus auch das Innere Gegenstand des Denkmalschutzes.

## Beschreibung
Die Gesamtanlage besteht aus dem Gebiet der im 13. Jahrhundert mit weitgehend planmäßigem Straßenraster gegründeten und im zweiten Drittel des 16. Jahrhunderts zur württembergischen Landesfestung ausgebauten fünfeckigen Stadt. Sie lässt sich mit dem rund um die Stadt führenden Alleenring des 19. Jahrhunderts mit erhaltenen Teilen der bastionären Befestigung der Renaissance als historischer Stadtkern deutlich abgrenzen. Besonderes Kennzeichen ist die sehr einheitlich wirkende, im Detail aber durchaus fein differenzierte historische Bausubstanz, die auf die Zeit des Wiederaufbaus nach einer Brandkatastrophe im Jahr 1690 zurückgeht.
Teile der Gesamtanlage Kirchheim:

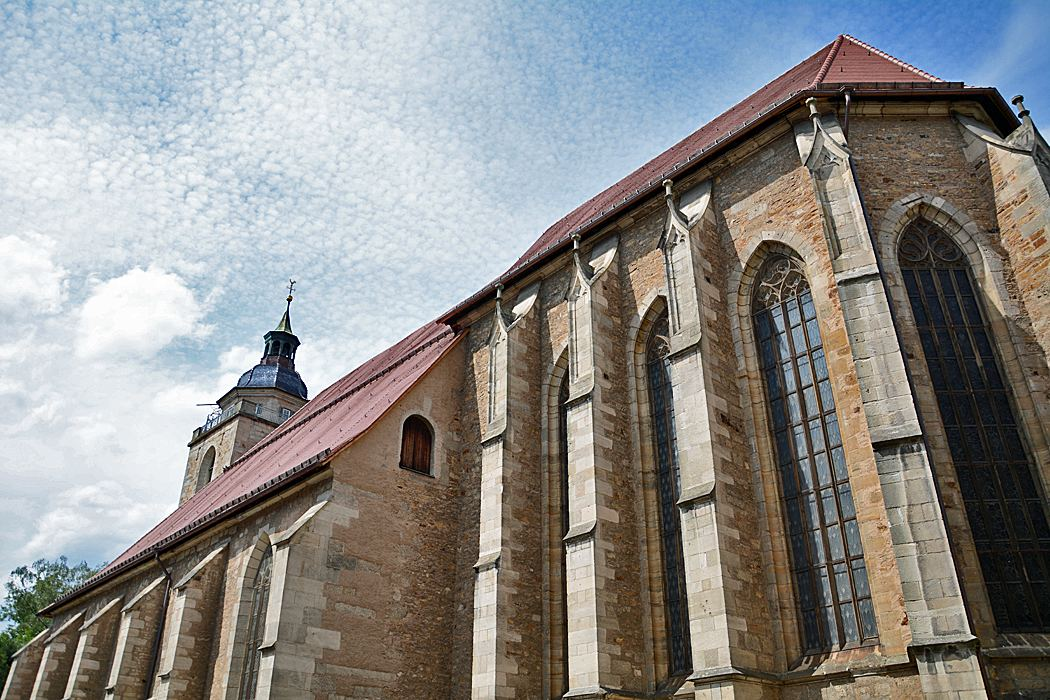
Martinskirche
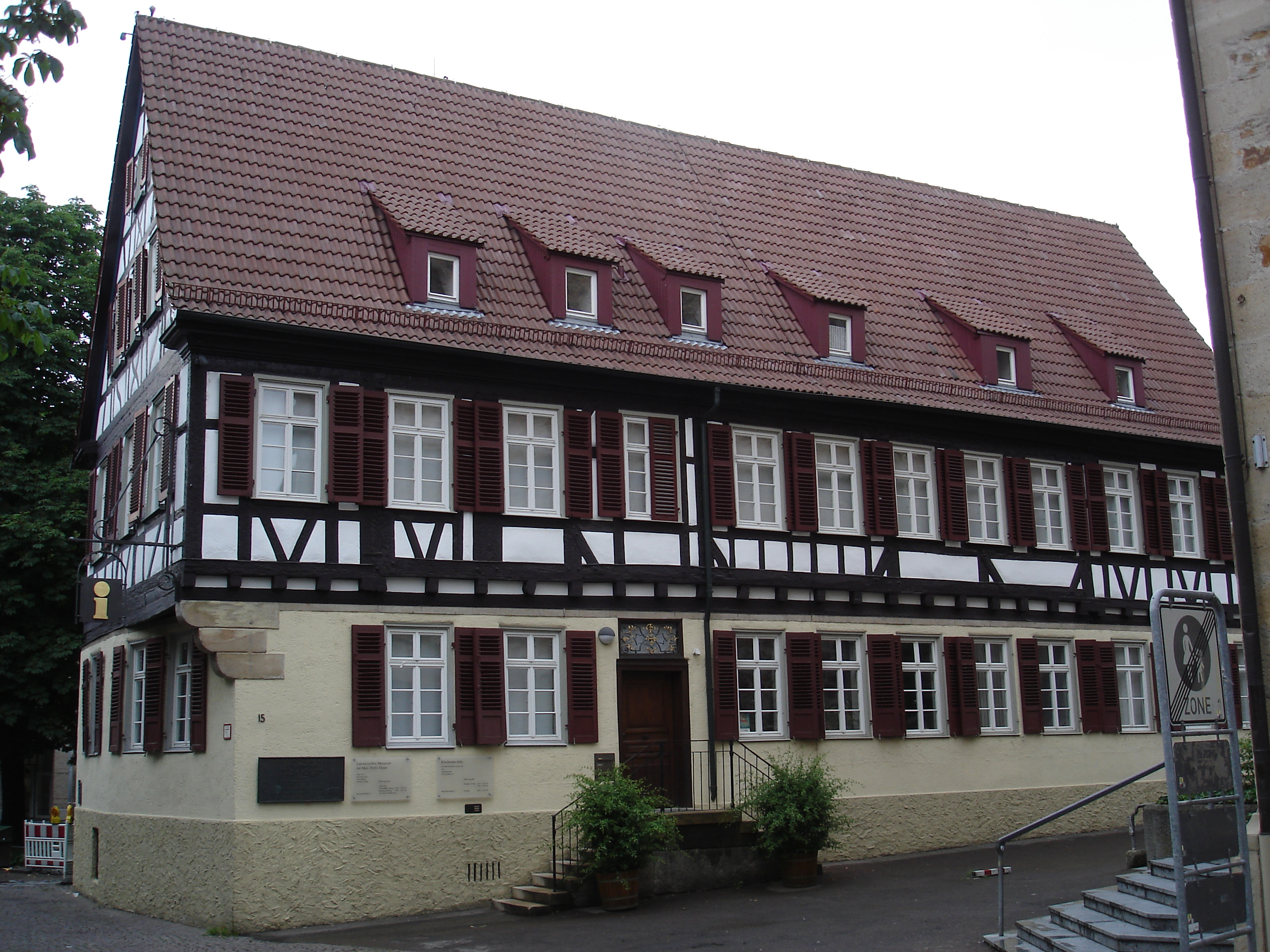
Max-Eyth-Haus
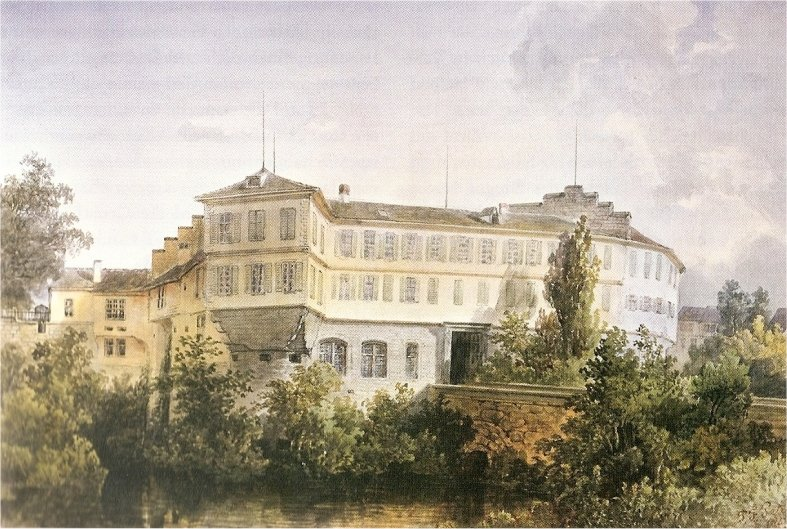
Schloss